# November Man
November Man (ang. The November Man, alternatywny polski tytuł Listopadowy człowiek) – amerykańsko-brytyjski film szpiegowski z 2014 roku w reżyserii Rogera Donaldsona, oparty na powieści There Are No Spies Billa Grangera.

## Fabuła
Bohaterem filmu jest emerytowany agent CIA Peter Devereaux (Pierce Brosnan) o pseudonimie „November Man”. Odpoczywając w Szwajcarii, otrzymuje informacje zmuszające go do powrotu do służby. Będzie wplątany w intrygę, w którą zaangażowani są przedstawiciele amerykańskiego i rosyjskiego wywiadu. Stoczy też walkę z agentem Davidem Masonem (Luke Bracey), którego kiedyś sam wytrenował.

## Obsada
- Pierce Brosnan jako Peter Devereaux („November Man”)
- Luke Bracey jako David Mason
- Olga Kurylenko jako Alice Fournier / Mira Filipova
- Eliza Taylor jako Sarah
- Will Patton jako Perry Weinstein
- Lazar Ristovski jako Arkady Federov